# Metacrilato de etila
Metacrilato de etila é o composto orgânico, o éster etila do ácido metacrílico, de fórmula C6H10O2 e massa molecular 114,14. Apresenta ponto de ebulição de 118-119 °C. É classificado com o número CAS 97-63-2.